# Fotografický ateliér

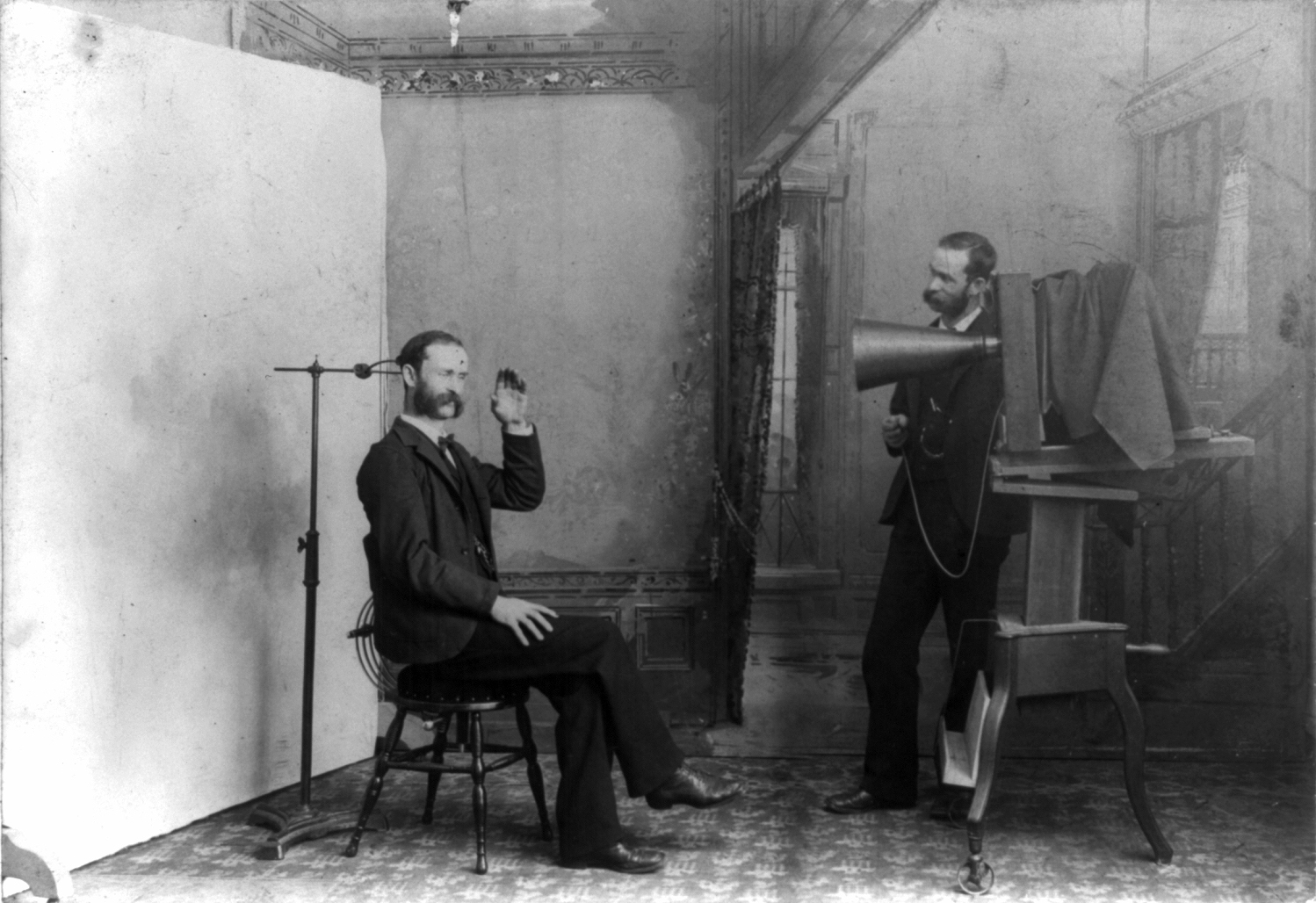
Fotograf v ateliéru při portrétování, 1893, stejný muž je na snímku dvakrát – stojí za přístrojem a sedí před objektivem; vlevo je vidět opěrka hlavy

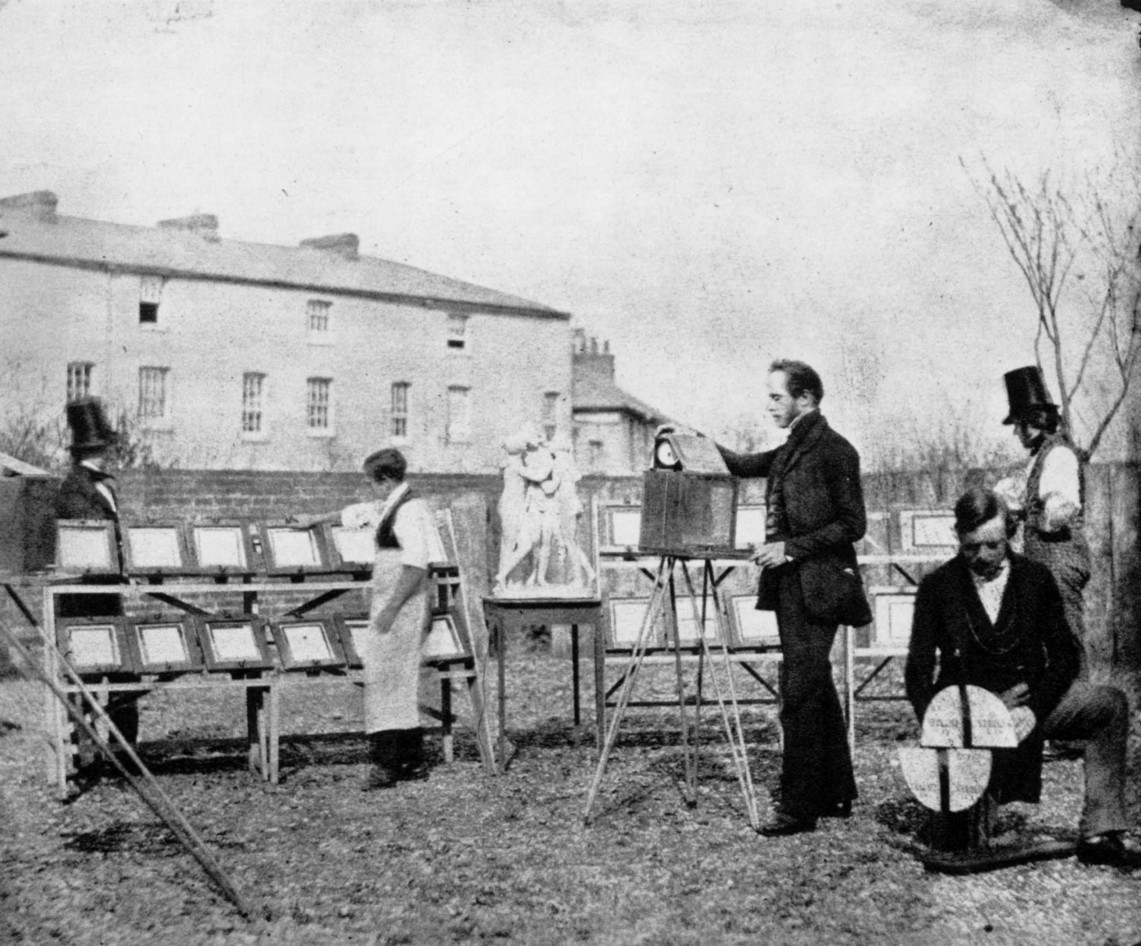
Venkovní ateliér Foxe Talbota, kopírování fotografií, kalotypie, cca 1845

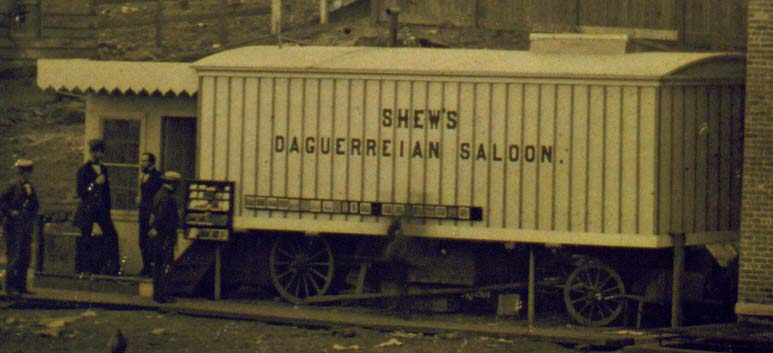
Daguerreotypický salón Williama Shewa

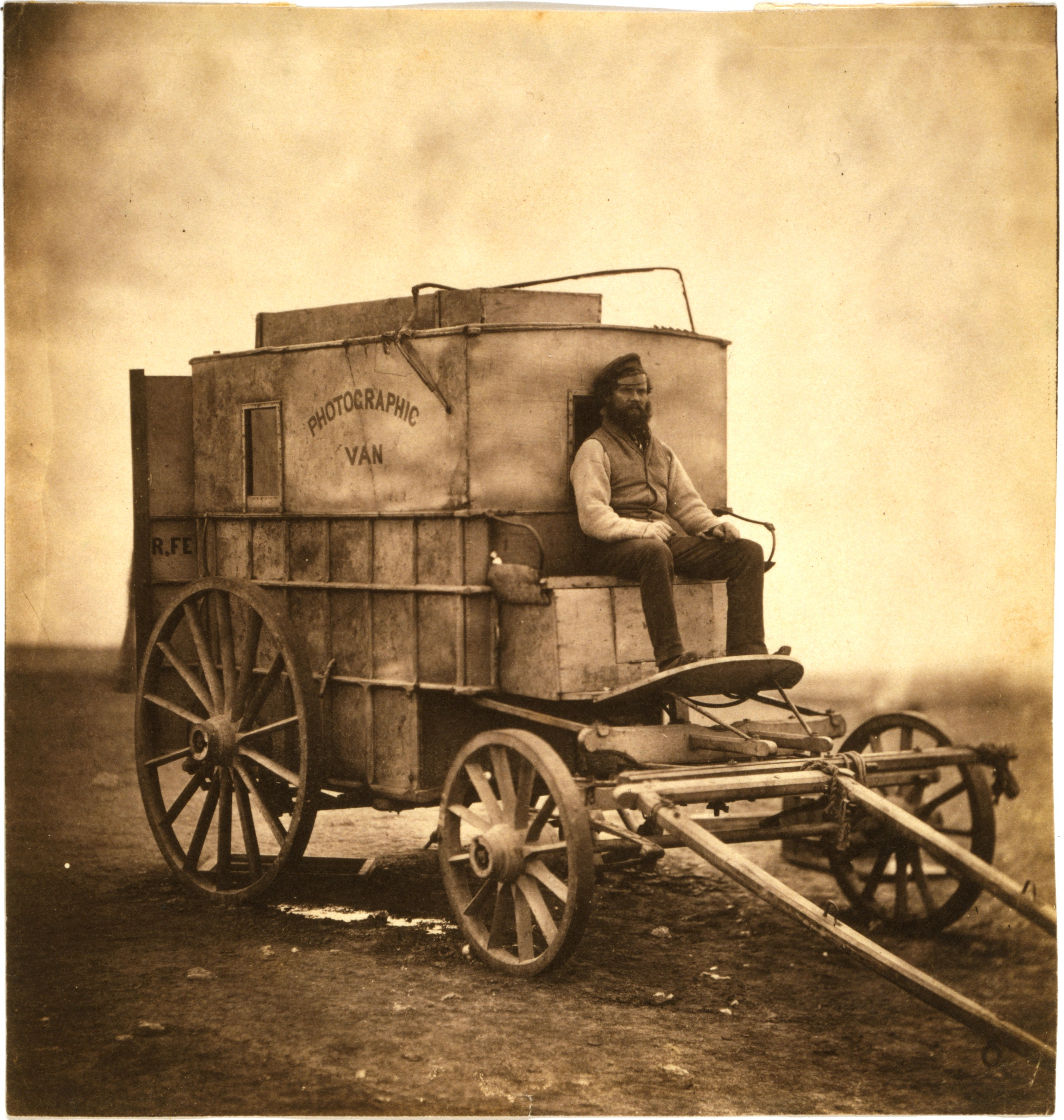
Fentonův asistent a jeho fotografický pojízdný vůz Photographic Van tažený koňmi vybavený temnou komorou, 5 kamerami pro kolodiový proces, 700 skleněnými deskami, chemikáliemi, zásobami a nářadím

Fotografický ateliér, fotografická dílna nebo fotografické studio je místnost určená pro pořizování fotografií. Umělec zde pracuje – aranžuje a komponuje postavy nebo předměty pro své snímky. Vznikají zde portrétní snímky lidí, podobenky nebo – co se neživých předmětů týče – aranžované snímky zátiší. Na fotografii komerčních produktů se orientuje reklamní fotografie. Specializovaná oblast produktové fotografie je fotografie potravin, pro kterou je kromě studia zapotřebí také kuchyně a spolupráce fotografa, kuchaře, potravinového stylisty a osvětlovače.
Ateliér bývá vybaven studiovým osvětlením, což je výkonné osvětlení namontované na speciálním fotografickém stojanu, který může být libovolně přesunován bez ohledu na fotoaparát. Může být napájen z elektrické sítě nebo ze silného akumulátoru.
Profesionální fotografové využívají většinou takzvaný systémový fotoaparát s výměnnými základními komponentami, které jsou připojeny k určitému jádru systému. Většina systémových fotoaparátů jsou zrcadlovky malého nebo středního formátu. S rozvojem digitální techniky se začaly používat fotoaparáty digitální.

## Historie

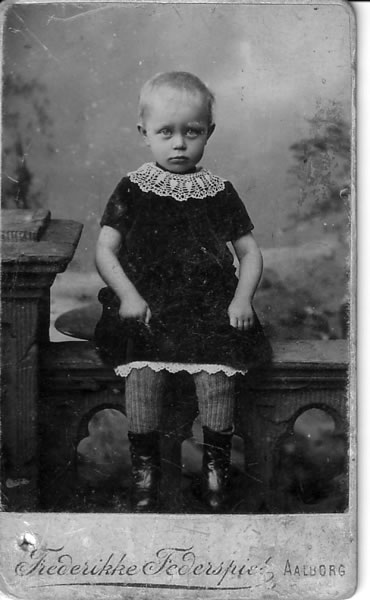
Frederikke Federspiel: portrét dvouletého děvčátka, asi 1890

Od poloviny 19. století začalo zabírat zcela nové místo společenského života fotografické studio. V mnoha evropských městech stále rostl počet ateliérů, které pořizovaly portréty svých obyvatel. Touha nechat si pořídit vlastní podobenku měli příslušníci všech společenských vrstev. Toho bylo dosaženo především rozšířením laciných carte de visite v 60. letech 19. století. Studia kromě portrétů nabízela také další fotografické žánry zachycující dojmy z okolního světa prostřednictvím média fotografie.
Prvopočátky fotografie se neobešly bez denního světla, pokud šlo o expoziční čas, bylo potřeba co nejvyšší sluneční svit. Proto se ateliéry stavěly v místnostech s jednou stranou směrovanou na sever a celou prosklenou, mnohdy to byly skleněné konstrukce umístěné ve vrchních patrech domů. Fotograf byl zcela závislý na intenzitě slunečního světla, které mohl pomocí závěsů regulovat. S vývojem zábleskových zařízení a osvětlovací techniky se začala studia objevovat také v nižších patrech, moderní ateliéry byly od přirozeného světla odstíněny a začalo se v nich používat umělé studiové osvětlení.
V dobách, kdy expoziční časy byly řádově ve vteřinách, se používaly různé pomůcky pro opěrku hlavy nebo dokonce celé postavy. Jednou z pomůcek byl takzvaný Bradyho stojan, který byl pojmenován po Američanovi Mathew Bradym. Používal se uprostřed 19. století, měl těžkou litinovou stabilní základnu a nastavitelnou výšku trubkového sloupce (nohy) pro dvojí použití: sloužil buď jako loketní opěrka, nebo při plném prodloužení a dodáním příčné výztuhy jako opěrka hlavy. Stojan byl často zapotřebí, aby se modely při delším expozičním času fotografování nepohnuly.Domy se stavěly co nejvíce otevřené slunečnímu svitu, a někdy měly modrá skla, protože vrstva jodidu stříbrného byla nejcitlivější na modré světlo. Lidé při fotografování seděli většinou před holým pozadím a byli osvíceni měkkým světlem z okna, které mohlo být směrováno pomocí zrcadel. Přibližně v období od roku 1860 do roku 1920 bylo standardním vybavením raných fotografických ateliérů malované fotografické pozadí. Mělo obecně rustikální nebo kvazi-klasický vzhled, ale někdy představovalo buržoazní trompe-l'oeil („oko-klamající“, iluzionistické malířství), které však nakonec vyšlo z módy s příchodem fotoaparátů Brownie a Kodak, a rozšíření fotografie masám. Pozadí mohou podle provenience poskytnout stopy při genealogickém výzkumu starých rodinných fotografií.
S postupujícím rozvojem techniky v polovině 19. století dostali fotografové možnost využívat zkracující se dobu expozice, osvobodit se a vytvořit nový styl portrétní fotografie. Fotografové se přemístili ze svých ateliérů do exteriérů, na bojiště, přes oceány a do vzdálených pouští. Rozvíjely se mobilní fotografické ateliéry. Daguerreotypický salón Williama Shewa, fotografická dodávka Photographic Van Rogera Fentona nebo vagón What-is-it? Mathewa Bradyho nastavily standardy portrétní fotografie druhé poloviny devatenáctého století.
Zachytit hospodářský rozvoj nového odvětví se pokusilo mnoho umělců. Počet středních a malých podniků neustále rostl a začaly mezi sebou soutěžit. Kdo chtěl na trhu přežít a dobře vydělat, potřeboval mít širokou klientelu, dobré nápady, technické vybavení a musel dodat zákazníkovi příjemný obrázek. Pro přilákání zákazníků se některá studia specializovala například na divadlo, fotografie dětí nebo divoká zvířata.
Studia nabízela také další motivy a témata ke koupi. Jednalo se o reprodukce umění, reportážní fotografie, pohlednice s tématy vedut ať už městských či krajin, nebo ve své době populární stereo fotografie. V roce 1901 propagovala firma Underwood & Underwood stereoskop pod marketingovým heslem Stereofotografie jako vychovatel. Zámožní lidé si kupovali celé série stereofotografií s tematikou přírody, cestování, zpravodajství a podobně; bylo z čeho vybírat – firma vyprodukovala mezi 30 000 a 40 000 stereografických titulů. Fotografické vizitky měly tu výhodu, že si je přátelé mohli vyměňovat mezi sebou a díky standardnímu formátu umisťovat do rodinných alb. Vizitky se staly populární poté, když v květnu 1859 Disdéri vyfotografoval ve svém ateliéru Napoleona III, který kvůli své fotografii přerušil svou cestu do války. Ještě větší popularitu získaly vizitky poté, když se nechala vyfotografovat celá královská rodina v Londýně. Během tří měsíců se prodalo 70 000 fotografických vizitek a údajně jich bylo vyrobeno ještě 200 000 dalších. Mnozí fotografové také prodávali podobizny známých osobností, méně časté byly pak fotografie měst, soch či důležitých událostí. O rozsahu „vizitkománie“ svědčí i to, že v Anglii počty prodaných vizitek ročně šly do stovek miliónů což vzhledem k jejich nemalé pořizovací ceně je obdivuhodné.

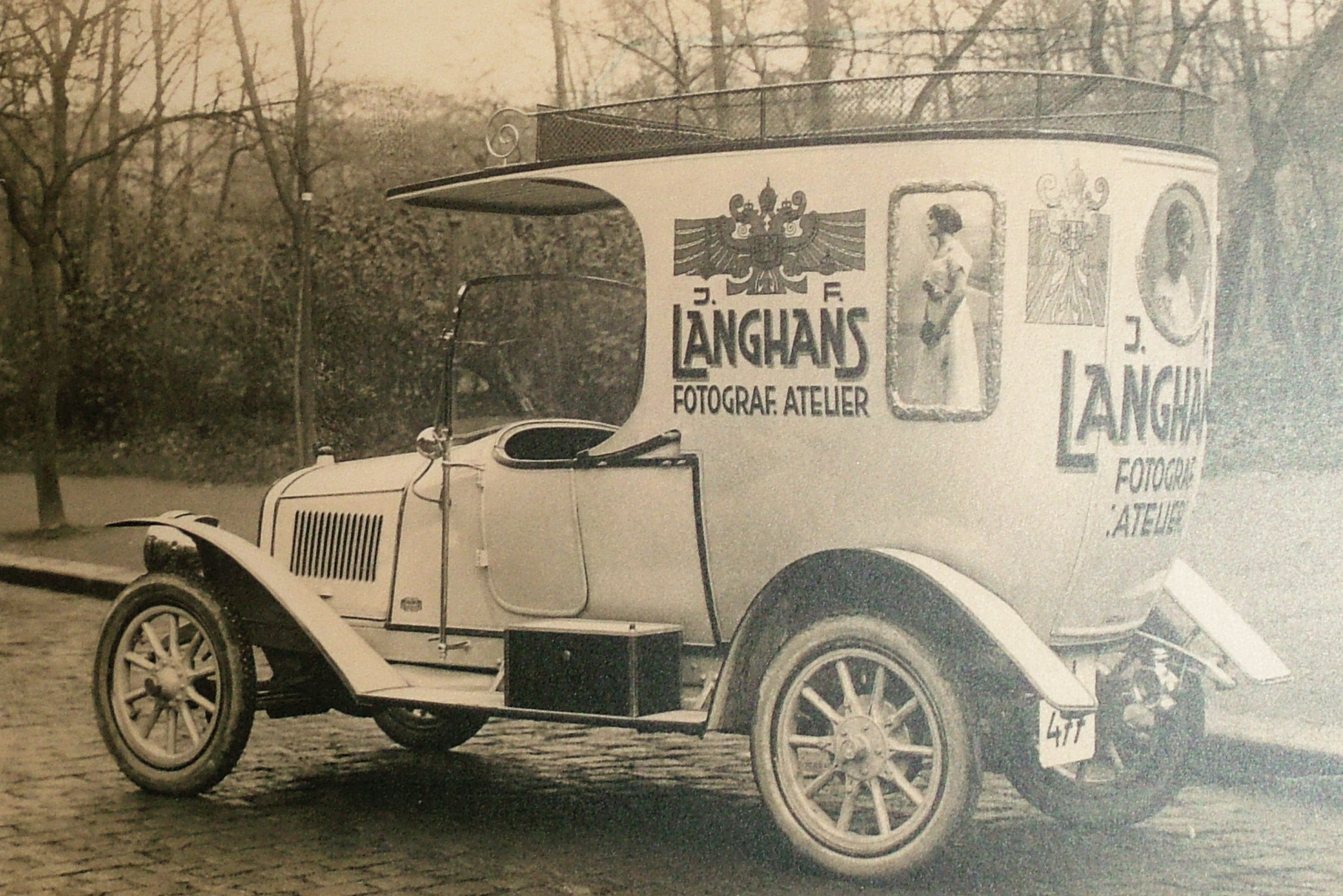
Automobil s reklamou na ateliér J. F. Langhanse, Praha

Zajímavým aspektem je propagace a reklama, kterými na sebe ateliéry upozorňovaly. Reklamní loga studií na zdobených štítech byly umístěny směrem do ulice, i když byl ateliér na dvorku. Návštěvník po vstupu do budovy procházel kolem četných panelů s portréty slavných lidí, na návěštních sloupech byly roky zahájení obchodní činnosti a speciální propagační akce na služby nejrůznějšího druhu navíc. Okamžité vlastní zastoupení fotografické živnosti se nabízelo na zadní straně fotografie, která mohla obsahovat bohatý design a ilustrace. Tyto reversy obsahovaly na výhody studia z hlediska jeho umístění, dostupnosti a kvality, pohodlí při fotografování a dalších služeb, ceny, speciality z podnikání, jako byly dvorní tituly, ocenění a medaile. Významný český fotograf Jan Nepomuk Langhans vlastnil výrazný firemní automobil, který sloužil zároveň jako mobilní reklamní panel.
Klientela různých ateliérů se lišila co se týče příslušnosti k různým společenským vrstvám. Lidé se většinou nechávali fotografovat ve svých nejlepších „nedělních“ šatech, jejich vzhled rovněž poskytoval důkaz o jejich sociálním původu.
Portrétní fotografie historikům poskytují velké množství informací o vybavení interiéru fotoateliéru. Sestava těchto interiérů byla všude poměrně podobná, i když umělecký design mohl být různě luxusní. Malované kulisy, záclony, závěsy, křesla, stoly a další nábytek nebo stavební prvky ovlivňovaly atmosféru. Malované fotografické pozadí bylo přibližně v období od roku 1860 do roku 1920 standardním vybavením raných fotografických ateliérů. Mělo obecně rustikální nebo kvazi-klasický vzhled, ale někdy představovalo buržoazní trompe-l'oeil („oko-klamající“, iluzionistické malířství), které však nakonec vyšlo z módy s příchodem fotoaparátů Brownie a Kodak, díky kterým se fotografie rozšířila masám a současně změnila cítění veřejnosti. Vzhledem k tomu, že malovaná pozadí byla vyráběna šest desetiletí místními řemeslníky, mohou podle provenience poskytnout důležité stopy při genealogickém výzkumu starých rodinných fotografií, a jejich fáze mají svůj vliv na starobylých fotografických snímcích. Například londýnské studio Alexandra Bassana bylo vyzdobeno uhlotiskovými fotografickými tisky a sádrovými bustami a bylo dost velké na to, aby v něm mohlo být skoro 25 metrů velké panoramatické malované pozadí se zobrazenými scénami namontované na kolečkách. Pozadí poskytovalo řadu venkovních scén nebo oficiálních pozadí, pořídil před ním portréty Williama Gladstona a dokonce královny Viktorie.
V Berlíně se od roku 1850 do roku 1900 vystřídalo, podle výzkumu profesorky Sibylle Einholzové, více než 1500 fotoateliérů.

### Fotografové v zahraničí
Francie
Compagnie des Arts Photomécaniques (CAP) byla francouzská fotografická společnost se sídlem v Paříži, která pod tímto názvem vznikla v roce 1932 spojením tří významných společností 19. století: Ferrier & Soulier, Levy & Fils a Neurdein. V podstatě firmu založil Claude-Marie Ferrier v roce 1851 a je známá zejména pod názvy vzniklými kombinacemi jmen
většiny majitelů: Claude-Marie Ferrier, Charles Soulier, Issac Lévy a Leon Moyse a podobně. Společnost pokračovala v politice svých předchůdců zahrnující Paříž, Francii a její provincie a kolonie od konce první světové války až do roku 1960. S bohatou sbírkou stovek tisíců fotografií nabízela divákům možnost být svědkem zásadních změn, které proběhly v těchto částech světa během 20. století. Její fotografie byly k prodeji ve formě pohlednic a ilustrovaných knih a prodávaly se v restauracích a kavárnách, stejně jako v knihkupectví. Produkovala papírové stereofotografie, ale proslula svými skleněnými diapozitivy, které vznikaly nanesením emulze na základě albuminu na skleněnou desku. Diapozitivy měly rozměr 8,5 × 17 cm – tedy standardní velikost, jakou měly i papírové stereofotografie a daguerrotypie v této době. Vydávání pohlednic rozhodujícím způsobem přispělo k dobrému jménu jejich studia. Významně a aktivně se podílela na „zlatém věku pohlednic“ v Alžírsku spolu s mnoha významnými fotografy z tohoto období jako byli: Marius Maure, Neurdein, Levy & Fils, Geiser, Leroux, Madon, nebo Bougault Vollenweider.
Jean Gilletta (1856–1933) byl francouzský fotograf a nakladatel, který vydával pohlednice. Působil v oblastech Nice, Provence-Alpes-Côte d'Azur a Ligurie.
Hippolyte Arnoux (aktivní asi v letech 1860 – asi 1890) byl francouzský fotograf a vydavatel působící ve městě Port Said na severu Egypta. Během 60. let 19. století dokumentoval budování Suezského průplavu a výsledné fotografie publikoval jako Album du Canal de Suez. Současně občas spolupracoval s bratry Zangakiovými, což byli dva řečtí fotografové mající vlastní fotografické studio ve městě Port Said. Na konci 60. let se Arnoux stal partnerem Antonia Beata. Zangakiové byli dva řečtí fotografové, kteří se specializovali na fotografie historických nebo starověkých egyptských scén, které pak prodávali turistům jako pohlednice. Jejich fotografie z konce 19. století Egypta byly sice určené ke komerčnímu prodeji během tehdy prosperujícího turistického ruchu Evropanů do Egypta, ale v moderní době jsou velmi ceněné historiky a sběrateli pro jejich vhled do života tamních obyvatel. Snímky zahrnují pohledy na pyramidy (např. Cheopsovu pyramidu nebo Sfingu) a města (např. Suez nebo Alexandrie), stejně jako portréty Egypťanů a jejich každodenní život (např. učitel s žáky, muži u rozvodněného Nilu, nebo ženy v domácnosti).
Itálie

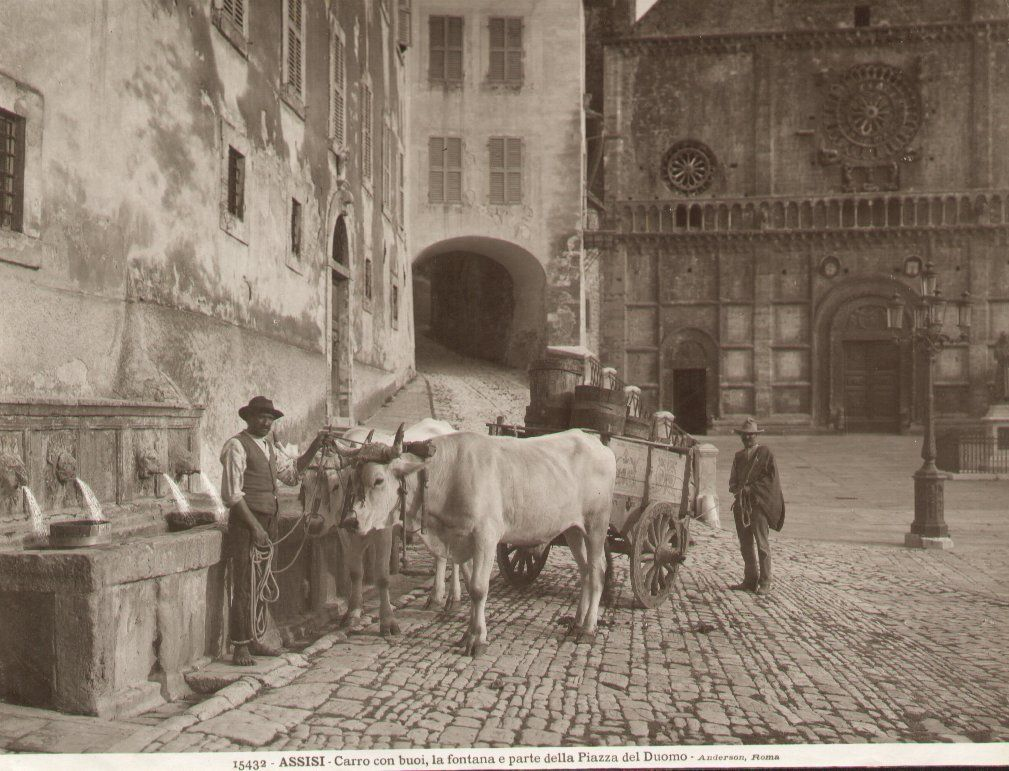
Domenico Anderson: Muži s volským povozem u kašny, náměstí Piazza del Duomo, Assisi, katalogové číslo 15 432

Studio Sommer and Behles (aktivní 1867–1874) vlastnili němečtí fotografové Giorgio Sommer (1834–1914) a Edmund Behles (1841–1924). Studio se nacházelo v Římě a pobočku mělo v Neapoli, Sommer byl jmenován oficiálním fotografem Viktora Emanuela II. – prvního krále sjednocené Itálie. Zapojil se do všech možných aspektů fotografického podnikání. Vydával své vlastní fotografie, které prodával ve svých studiích a zákazníkům v celé Evropě. V pozdějších letech fotografoval vlastní obrazy pro knižní ilustrace, tiskl svá vlastní alba a pohlednice. Využíval všechny populární formáty své doby: carte de visite, stereofotografie a velké pohlednice na albuminovém papíře.
James Anderson (1813, Anglie – 1877 Itálie) byl anglický fotograf, který v Římě založil rodinnou fotografickou firmu Fotografia Anderson a byl jedním z nejaktivnějších fotografů v druhé polovině 19. století. Fotografoval běžný život ve městech jako jsou Řím, Benátky nebo Assisi. Zachytil starověké památky, architekturu nebo panoramata vedut. Ve velkém poskytoval fotografické tisky uměleckých děl italských, španělských a anglických muzeí. Zemřel v roce 1877 a po jeho smrti převzal rodinnou firmu jeho syn Domenico Anderson. Po smrti Domenica Andersona rodinný archiv získala nadace bratří Alinariů z Florencie. V roce 1960 bylo 40 000 desek zhotovených třemi generacemi rodiny Andersonových prodáno Istituto Italiano per la Collaborazione Culturale. Společnosti Fratelli Alinari a Fotografia Anderson byly dvě firmy, které se nejvíce objevovaly v souvislosti s publikací uměleckých děl o italském umění.
Německo
Podrobně viz Berlínské fotografické ateliéry v 19. století
Dánsko
- Hansen, Schou & Weller

Kanada
V Kanadě měl v polovině 19. století velkolepý úspěch William Notman (1826–1891), stal se předním fotografem s mezinárodním renomé, spolupracoval s dalšími významnými kanadskými umělci, jako byli například John Arthur Fraser nebo Henry Sandham. Založil pobočky v Kanadě a ve Spojených státech, včetně sezónních poboček na univerzitách v Yale a Harvardu. Jeho studio poskytovalo možnosti pro výcvik začínajících fotografů a malířů. Notman byl svými kolegy velmi považován za svou inovativní fotografii a držel patent na některé z vynalezených technik, například pro navození zimní nálady ve studiu. Fotografie v polovině 19. století nebyla jednoduchý proces, jak se stala o několik desítek let později. Typický turista běžně fotoaparát nenosil a Notmanovo studio proto vytvořilo velké množství snímků pro turistickou poptávku. Návštěvníci si mohli prohlédnout takzvané Notman's Picture Books a podle svého výběru si zakoupit snímky buď jednotlivě nebo si je nechat poskládat v různých kombinacích do alba. Samozřejmě si návštěvníci mohli nechat zhotovit vlastní portrét. Scény z ulice v rychle se rozvíjejících kanadských městech, velkolepost moderní dopravy po železnici a páry, expanzivní krajiny a přírodní krásy, vše bylo k dispozici většinou na pohlednicích 8"×10", nebo v populární formě stereofotografií. Snímky pro studio Notman pořizovala celá řada zaměstnaných a vyškolených fotografů.
Japonsko
Kózaburó Tamamura (1856–1923) byl japonský fotograf, který si v roce 1874 otevřel fotografické studio ve čtvrti Asakusa v Tokiu a po necelých deseti letech v roce 1883 se odstěhoval do Jokohamy, kde provozoval svůj nejúspěšnější ateliér. Byl průkopníkem snímků zvaných Jokohama šašin, což byly velmi úspěšné série ručně kolorovaných fotografií. V Jokohamě měl sídlo společnosti na ulici Benten-dóri. Jen o několik dveří opodál se nacházelo studio fotografa T. Enamiho, se kterým v průběhu několika let spolupracovali na nejméně třech projektech. Enami se postupně stal jedním z mála fotografů své doby, o kterých je známo, že pracovali ve všech populárních formátech, včetně výroby velkoformátových fotografií sestavených do takzvaného legendárního alba "Yokohama Albums". Postupem času se z něho stal nejplodnější japonský fotograf v oblasti fotografií malého formátu jako jsou stereofotografie a skleněných diapozitivů. Nejlepší z nich byly ručně jemně kolorované. Jeho snímky ve všech formátech se objevovaly v různých knihách a časopisech s miliónovým nákladem. Série japonských stereofotografií nejméně tří velkých amerických vydavatelů se skládá výhradně ze snímků T. Enamiho.
Indie
V roce 1863 Samuel Bourne a Charles Shepherd ve městě Šimla založili fotografické studio Bourne & Shepherd. Později téhož roku založili druhou pobočku v Kalkatě.

### České země

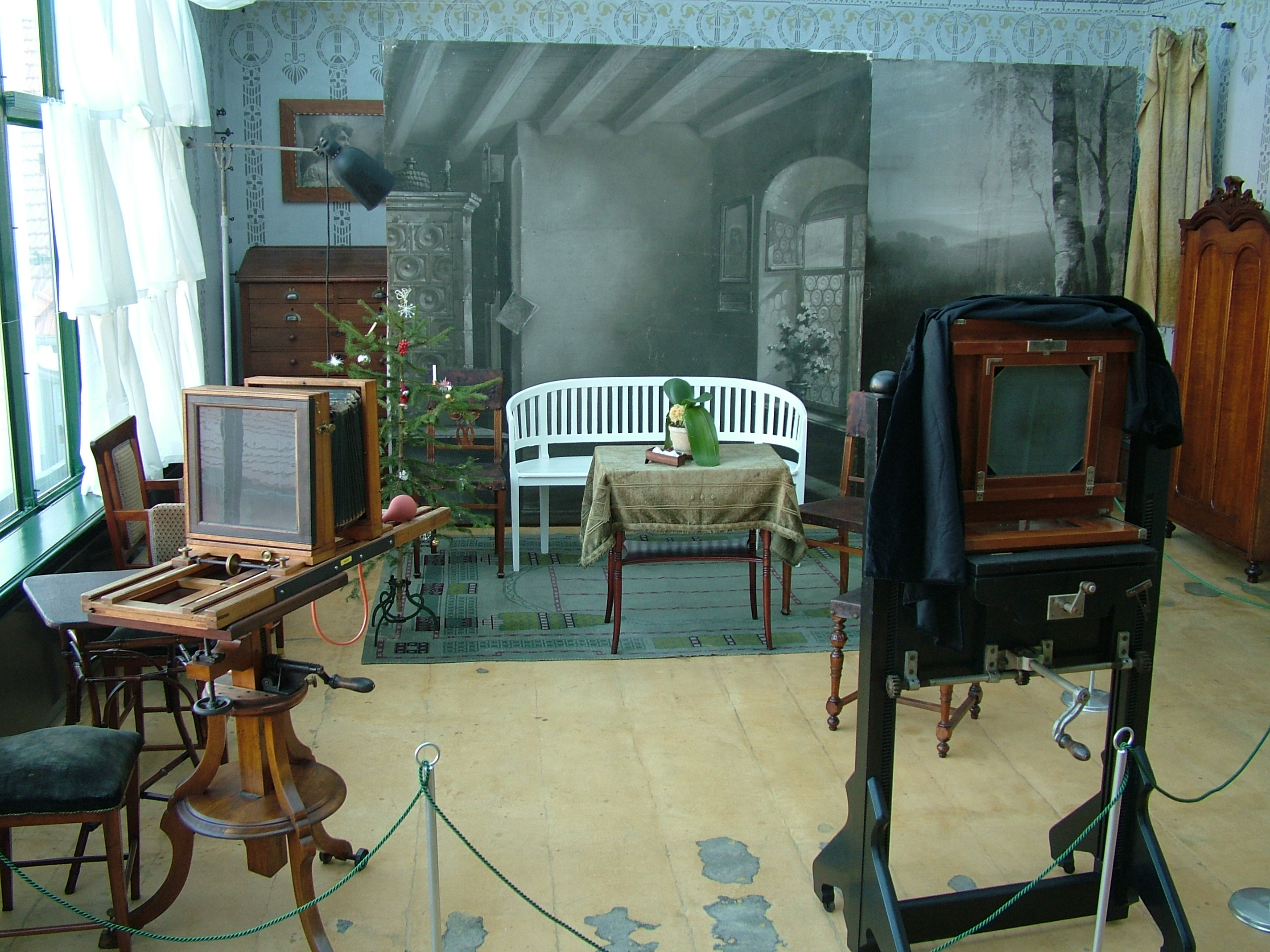
Fotoateliér Josefa Seidela po rekonstrukci v roce 2008; zleva dopadá rozptýlené venkovní světlo

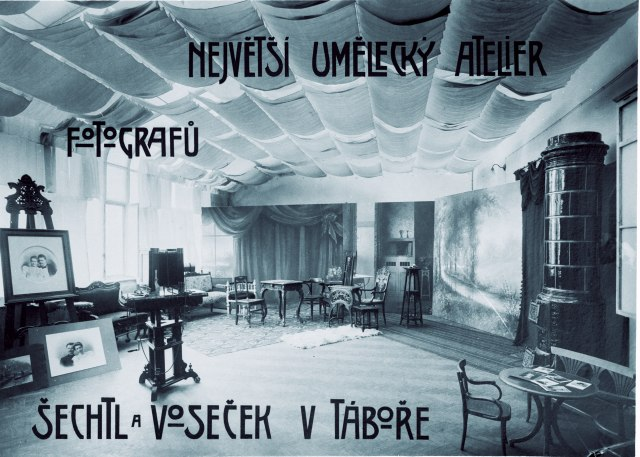
Šechtl a Voseček, Největší umělecký ateliér fotografů, Tábor, 1907

V Praze založil první fotoateliér Jozef Božetech Klemens v dubnu 1842. Nazval jej Světloobrazárna a stál v zahradě Budečské školy. Kvůli finančním potížím zanikl následujícího roku. Není známo, že by se některá jeho daguerrotypie zachovala.
V roce 1858 se do Tábora přestěhoval Alexander Seik, kde si jeho fotografický ateliér v Nádražní ulici získal velkou oblibu. Úspěšně se zabýval jak zhotovováním fotografických vizitek a kolorovaných portrétů větších formátů, tak v té době nesmírně náročným fotografováním v exteriéru. V roce 1860 prodal městu fotografii Tábora za 26 zlatých, což byla zhruba průměrná měsíční mzda učitele. Do Tábora se sjížděli zákazníci i z okolních měst, a to i z těch, kde fotografický ateliér byl. Mezinárodní slávy dosáhl Seikův ateliér během pruské invaze v roce 1866, kdy se mnoho pruských vojáků nechalo vyfotografovat a podobizny si zaslat domů, jelikož Seikovy fotografie údajně předčily ty dostupné v Berlíně. Několik těchto podobizen se zachovalo ve sbírkách Husitského muzea v Táboře.
Jan Nepomuk Langhans měl filiálky v Jindřichově Hradci (zal. 1876, podruhé 1885), Plzni, Českých Budějovicích (1898), Hradci Králové (1902) a v Náchodě (1920). Dne 20. května 1876 založil fotografický ateliér v Jindřichově Hradci a s přestávkami jej provozoval až do roku 1890. Dne 24. března 1880 získal povolení k fotografické živnosti v Praze ve Vodičkově ulici čp. 707 (č. 37), založil v něm ateliér a o dva roky později tento dům koupil. Dne 29. dubna 1887 otevřel filiálku v Mariánských Lázních, kde osobně portrétoval řadu významných lázeňských hostů, mezi nimi perského šacha a pozdějšího anglického krále Eduarda VII. Portréty z Langhansova ateliéru bývaly na přelomu 19. a 20. století v Praze velice oblíbené. V Praze tehdy pracovalo na čtyřicet fotoateliérů, a přesto se Langhans brzy zařadil mezi nejlepší pražské firmy. Jeho pražskému ateliéru se přezdívalo Továrna na fotografie, v roce 1907 tam pracovalo „asi 7 negativních a 8 pozitivních retušérů, 2 operátoři, 4 kopisté, 2 přijímací dámy, 1 účetní, 1 knihař a 1 sluha“.
Táborský fotografický ateliér Šechtl a Voseček vznikl v roce 1888, kdy Ignác Šechtl prohlásil svého dlouholetého pomocníka Jana Vosečka za společníka firmy. V roce 1906 se stal společníkem firmy Josef Jindřich Šechtl, syn Ignáce. V roce 1906 byla otevřena pobočka v Pelhřimově, roku 1907 nový fotografický ateliér v Táboře, který byl největší na českém jihu. Roku 1953 byl ateliér združstevněn. Z činnosti firmy se dochoval archív více než 18000 skleněných negativů.
Z roku 1905 pochází unikátně dochovaný dům Josefa Seidela s fotoateliérem v Českém Krumlově v Linecké ulici. Tato ojedinělá kulturní a technická památka, dochovaná včetně rozsáhlého archivu exponovaných fotografických negativů a původního fotografického vybavení, prošla v letech 2006–2008 nákladnou rekonstrukcí a v červnu 2008 byla otevřena jako stálá expozice a muzeum.

## Vybavení fotografického ateliéru

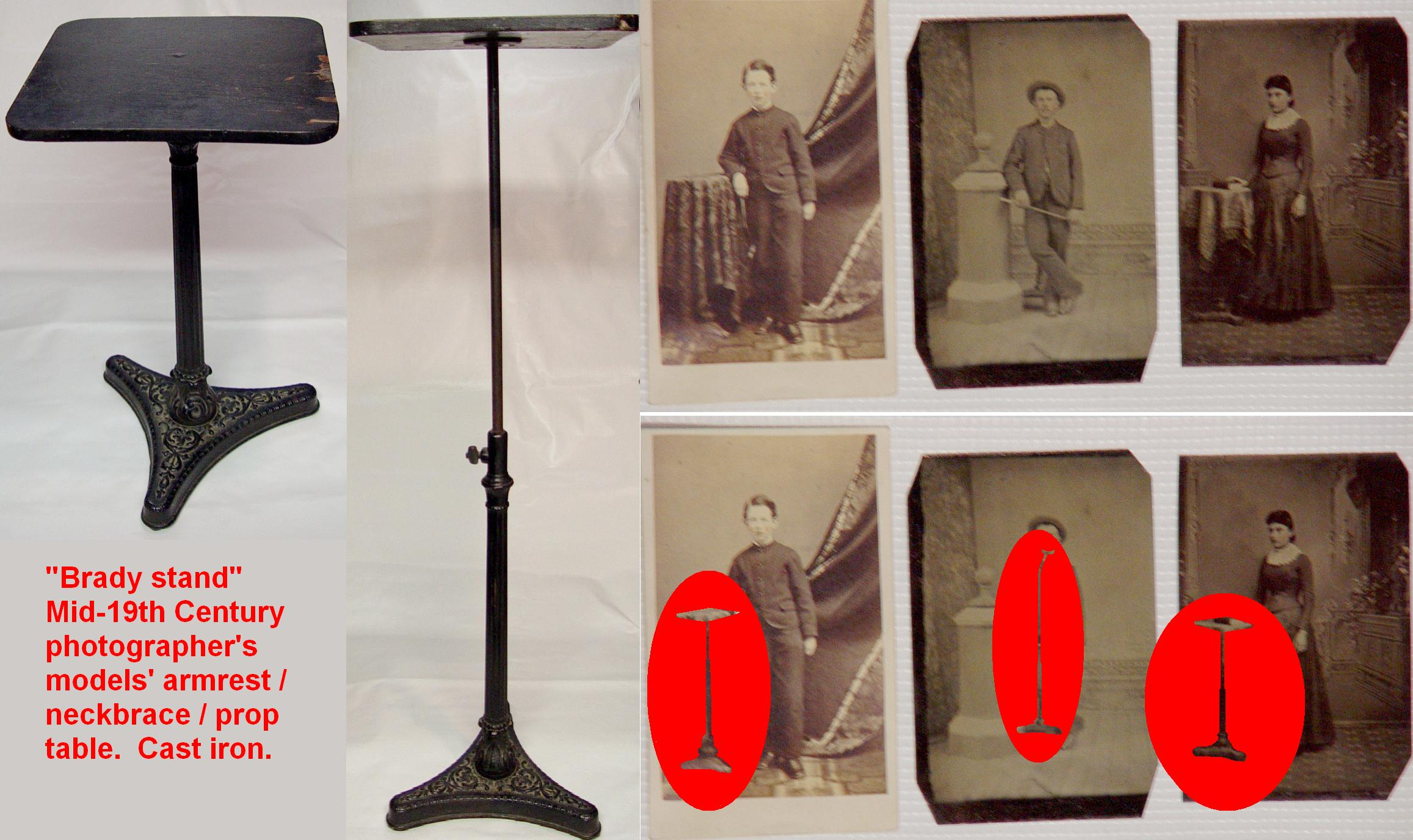
Pomůcka daguerrotypisty – Bradyho stojan, polovina 19. století

### Fotoaparáty
- systémový fotoaparát

### Studiové osvětlení
Studiové osvětlení nebo studiové záblesky (anglicky studio flash) je výkonné osvětlení namontované na speciálním fotografickém stojanu, který může být libovolně přesunován bez ohledu na fotoaparát. Může být napájen z elektrické sítě nebo ze silného akumulátoru. Využívá se ve fotografickém ateliéru nebo exteriéru.
- Protisvětlo

### Upevňovací systémy
- Stojan na osvětlení
- Fotografický jeřáb
- Závěsný systém

### Příslušenství pro studiové osvětlení
- Fotografický deštník
- Softbox
- Reflektor
- Bezestínový box
- Blesk – vestavěný nebo externí blesk přímo na fotoaparátu
- Odrazná deska

### Měřicí zařízení a prostředky synchronizace
- Expozimetr
- Flashmetr
- Synchronizátor, odpalovač zábleskových světel
- Dálková spoušť

### Pozadí
- Fotografické pozadí
  - Malované fotografické pozadí

## Galerie

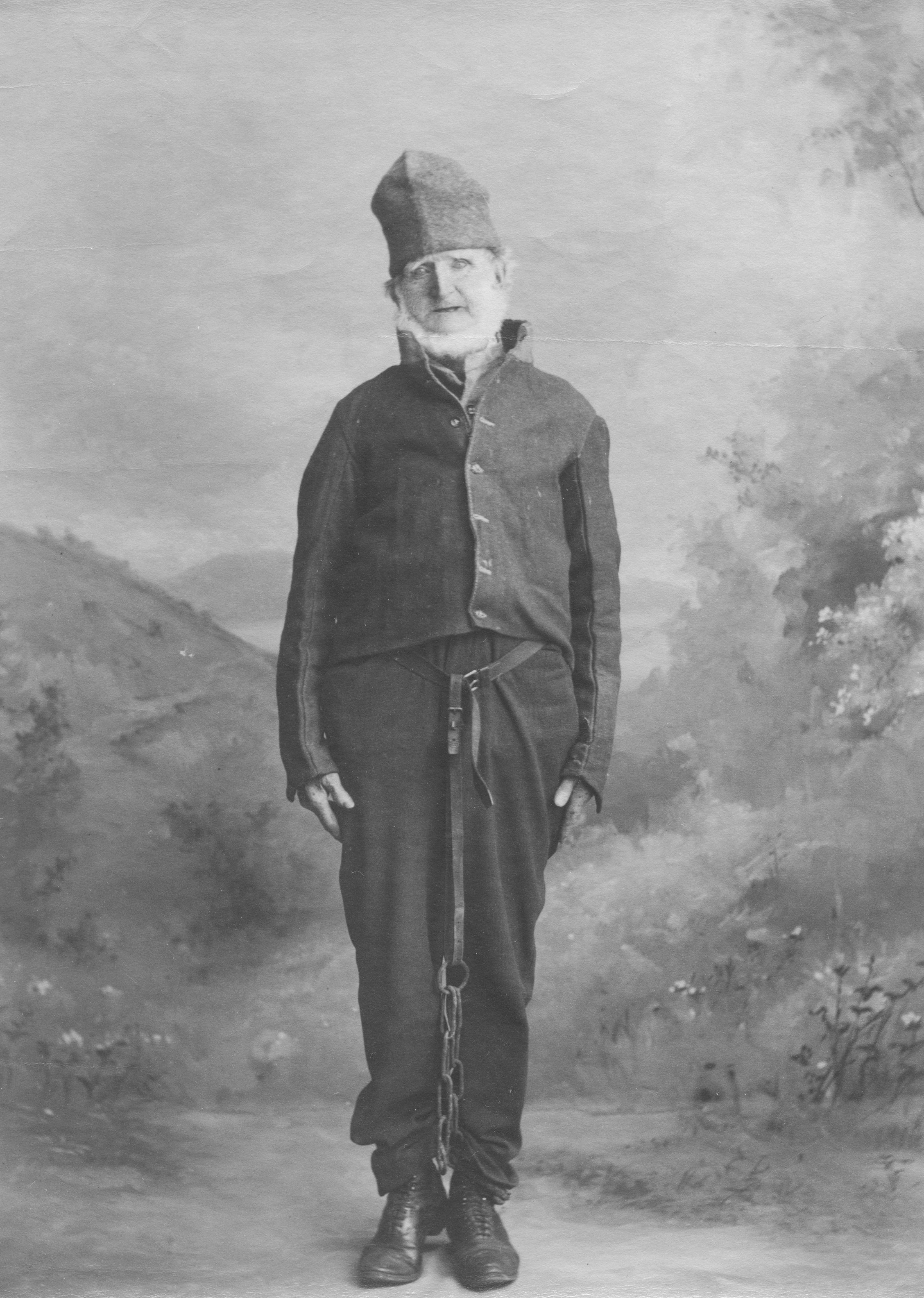
Portrét pořízený v ateliéru s malovaným fotografickým pozadím, John Watt Beattie, okolo roku 1870
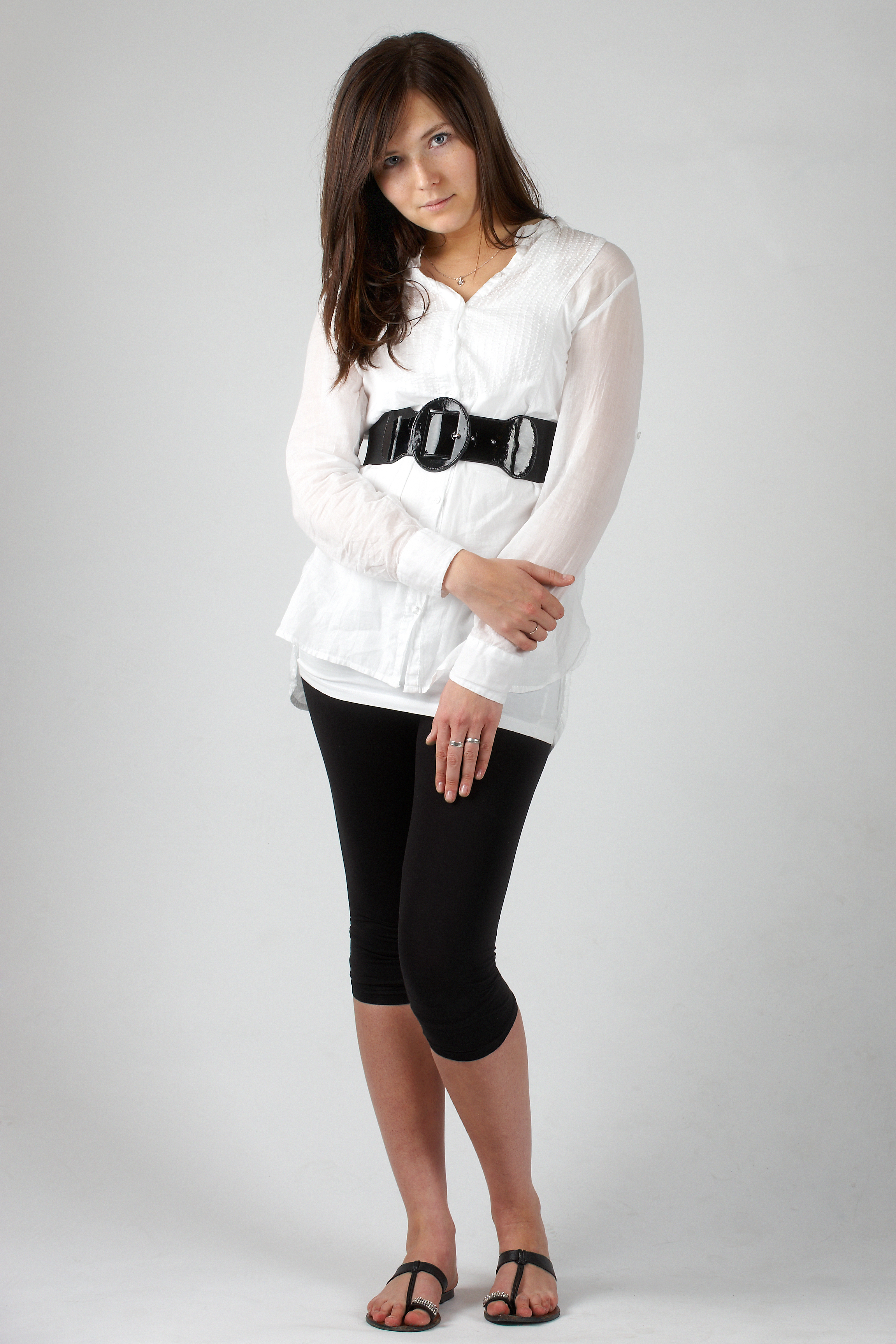
Celá postava s nekonečným pozadím fotografovaná v ateliéru, 2009
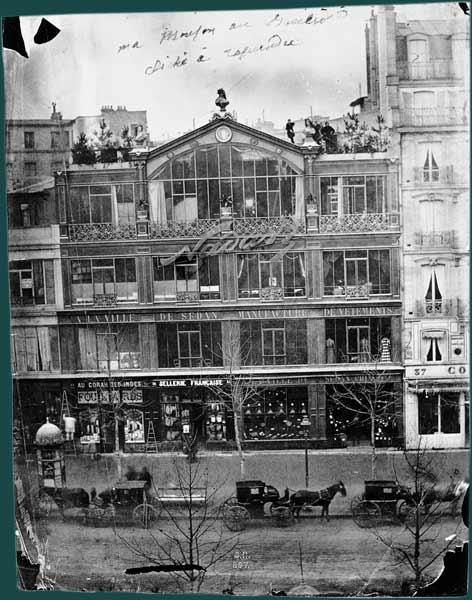
Nadarův ateliér, Boulevard des Capucines, Paříž, 1860
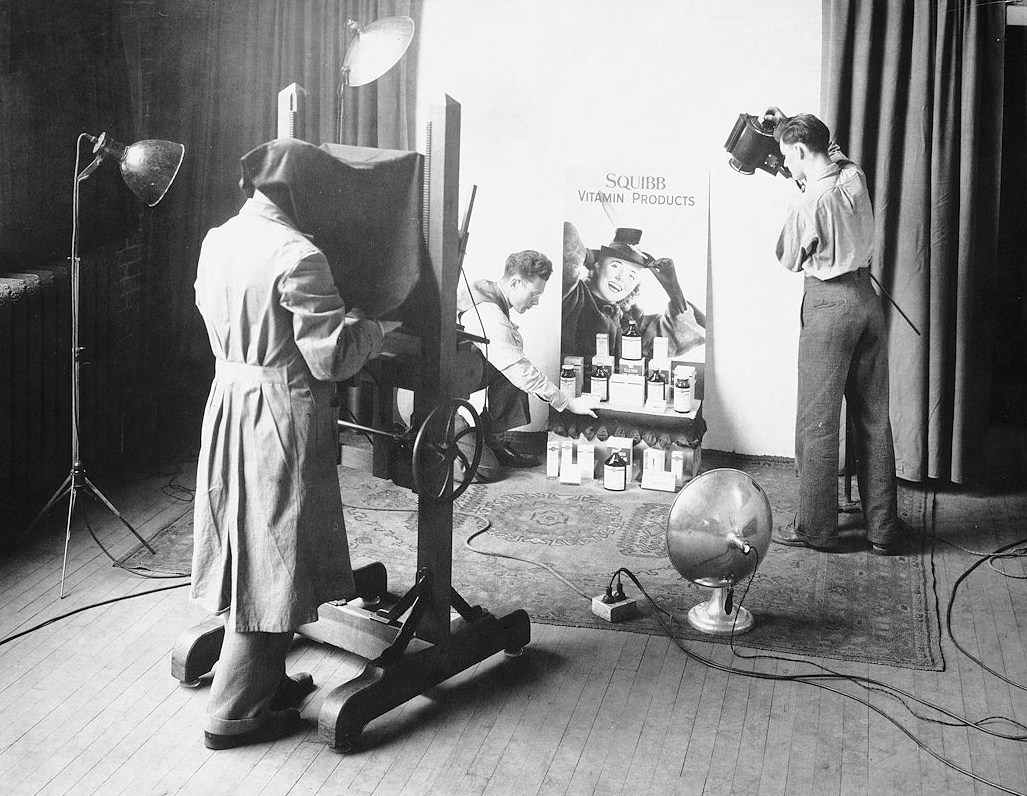
Fotografování reklamy na vitamíny Squibb ve fotostudiu Peake & Whittingham, Toronto, Kanada, 1922
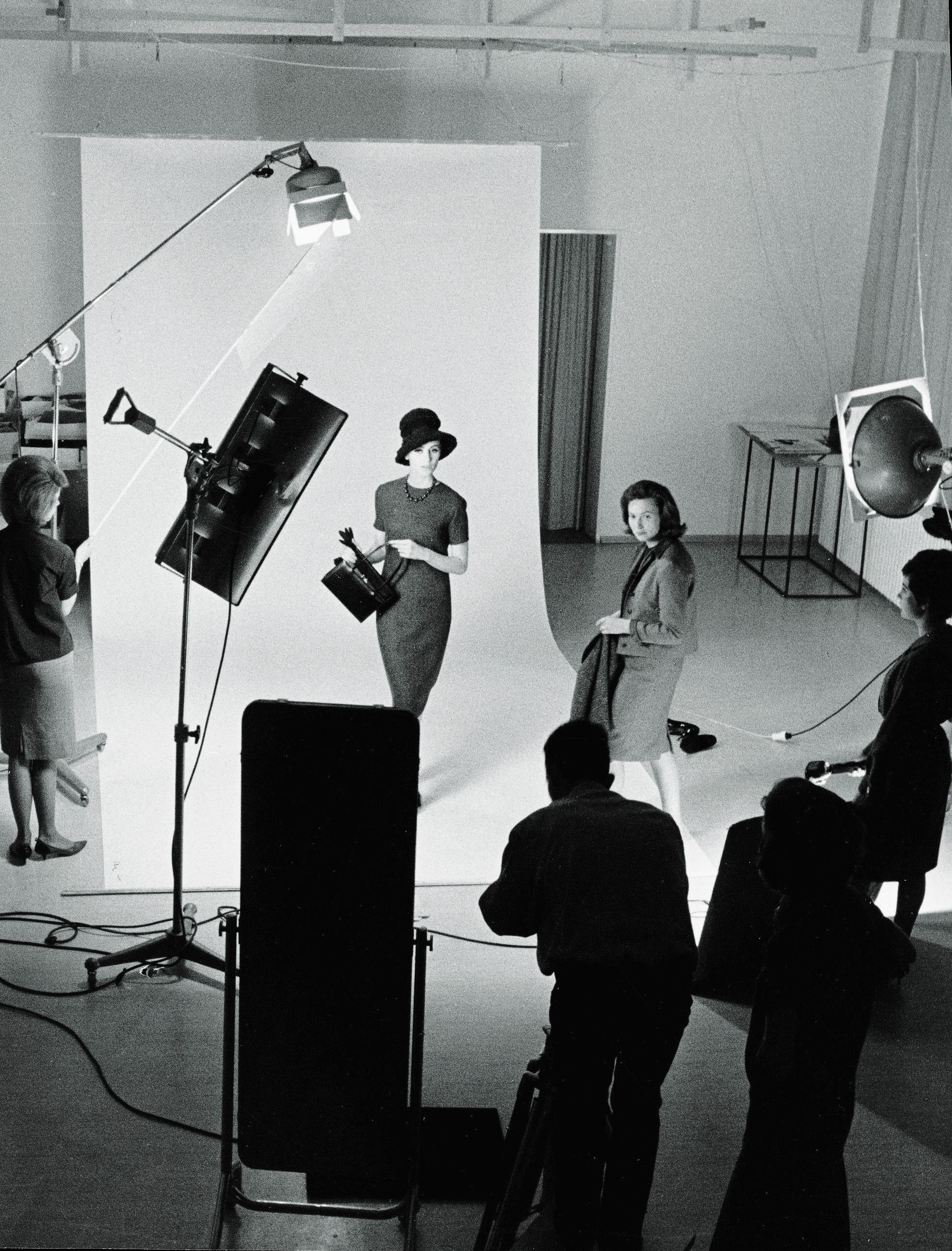
Fotografický ateliér Burda Moden
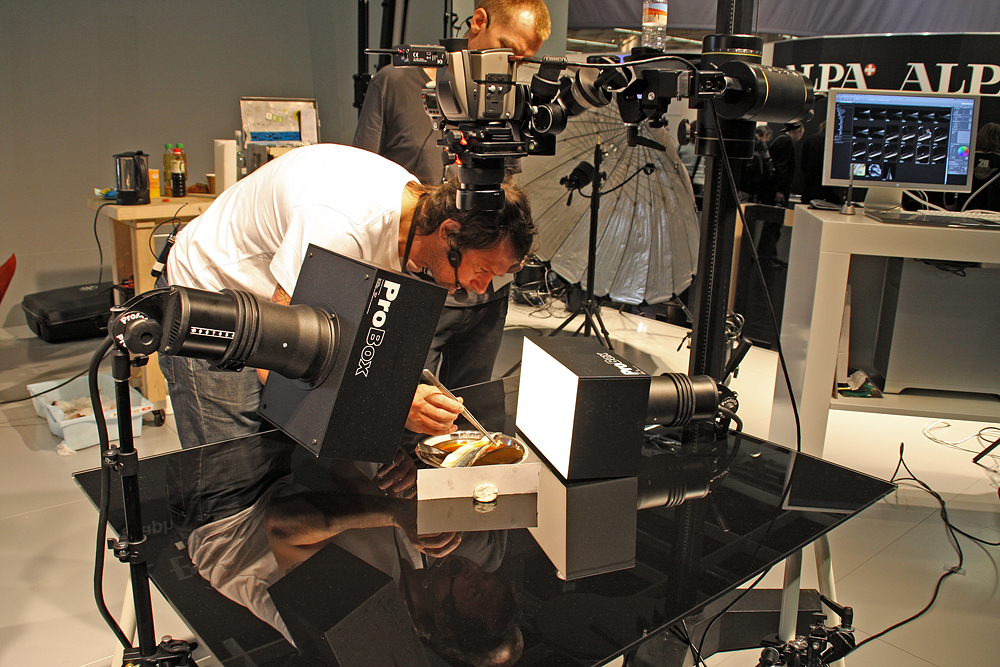
Aranžování fotografie potravin na festivalu Photokina 2008 v Kolíně nad Rýnem
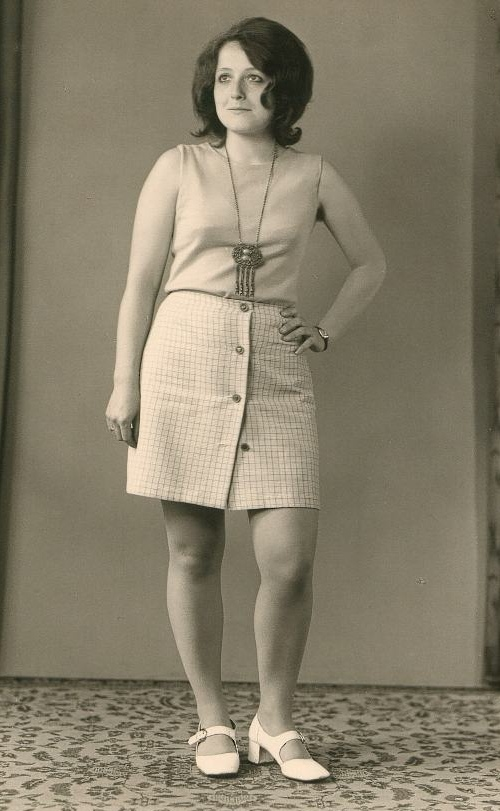
Typická móda pro ženy v 70. letech v improvizovaném ateliéru
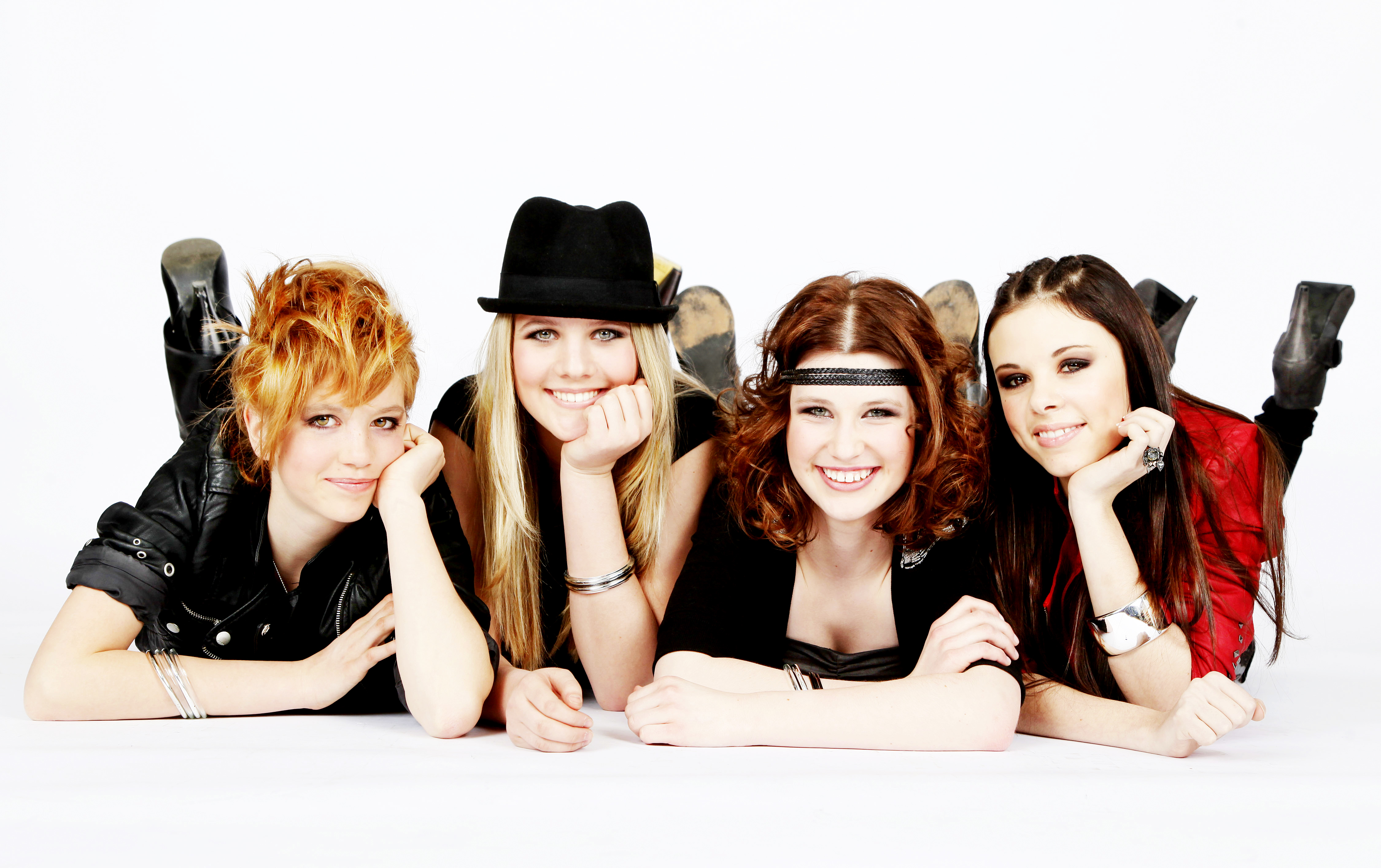
Skupinový portrét před bílým pozadím, hudební skupina Saphir